# اتصال قمري بالإنترنت
الاتصال القمري بالإنترنت (بالإنجليزية: Satellite Internet access) أيضاً يُعرف بالوصول إلى الإنترنت عبر الأقمار الصناعية وهو وصول إلى الإنترنت يتم توفيره من خلال الأقمار الصناعية المخصصة للاتصال. يتم تقديم خدمة الإنترنت عبر الأقمار الصناعية الحديثة للمستهلكين عادةً إلى المستخدمين الفرديين من خلال الأقمار الصناعية الثابتة بالنسبة إلى الأرض التي يمكن أن توفر سرعات بيانات عالية نسبيًا،  مع الأقمار الصناعية الأحدث التي تستخدم Ku لتحقيق سرعات نقل البيانات تصل إلى 506 ميجابت/ثانية. بالإضافة إلى ذلك، يتم تطوير مجموعات جديدة من الإنترنت عبر الأقمار الصناعية في مدار أرضي منخفض لتمكين الوصول إلى الإنترنت بزمن انتقال منخفض من الفضاء.
يتم توفير خدمة الاتصال القمري للأفراد من خلال أقمار صناعية تدور بمدار ثابت تستطيع توفير سرعة نقل بيانات عالية.

## تاريخ الإنترنت عبر الأقمار الصناعية
بعد إطلاق أول قمر صناعي، سبوتنيك 1، من قبل الاتحاد السوفيتي في أكتوبر 1957، أطلقت الولايات المتحدة بنجاح القمر الصناعي إكسبلورر 1 في عام 1958. كان أول قمر صناعي للاتصالات التجارية هو تلستار 1، الذي بناه مختبرات بل وتم إطلاقه في يوليو 1962.
اقترح هيرمان بوتوشنيك فكرة القمر الصناعي المتزامن مع الأرض - الذي يمكنه أن يدور حول الأرض فوق خط الاستواء ويظل ثابتًا باتباع دوران الأرض - لأول مرة من قبل هيرمان بوتوشنيك في عام 1928 وشاعه مؤلف الخيال العلمي آرثر سي كلارك في ورقة بحثية بعنوان عالم لاسلكي في عام 1945. كان أول قمر صناعي يصل بنجاح إلى المدار الثابت بالنسبة للأرض هو سينكوم 3، الذي صنعته شركة طائرات هيوز لوكالة ناسا وتم إطلاقه في 19 أغسطس 1963. تم تبني الأجيال اللاحقة من أقمار الاتصالات التي تتميز بقدرات أكبر وخصائص أداء محسنة لاستخدامها في توصيل التلفزيون والتطبيقات العسكرية وأغراض الاتصالات. بعد اختراع الإنترنت وشبكة الويب العالمية، جذبت الأقمار الصناعية المستقرة بالنسبة إلى الأرض الاهتمام كوسيلة محتملة لتوفير الوصول إلى الإنترنت.
من العوامل المهمة التي تمكّن الإنترنت التي يتم توصيلها عبر الأقمار الصناعية فتح Ka للأقمار الصناعية. في ديسمبر 1993، قدمت شركة هيوز للطائرات إلى لجنة الاتصالات الفيدرالية للحصول على ترخيص لإطلاق أول قمر صناعي K a -band، Spaceway . في عام 1995، أصدرت لجنة الاتصالات الفيدرالية (FCC) دعوة لمزيد من تطبيقات الأقمار الصناعية K a- band، وجذبت تطبيقات من 15 شركة. ومن بين الذين كانوا ايكوستار، لوكهيد مارتن، جي إي أمريكوم، موتورولا وكاستار، وكان هذا هو تطبيق القمر الصناعي، الذي أصبح فيما بعد وايلد بلو.
من بين الطامحين البارزين في المرحلة المبكرة من قطاع الإنترنت عبر الأقمار الصناعية كانت تيليديذك، وهو مشروع طموح وفشل في النهاية تم تمويله جزئيًا من قبل مايكروسوفت والذي انتهى به الأمر بتكلفة تزيد عن 9 مليارات دولار. كانت فكرة تيليديذك هي إنشاء مجموعة من الأقمار الصناعية ذات النطاق العريض من مئات الأقمار الصناعية ذات المدار المنخفض بتردد K a -band، مما يوفر وصولاً رخيصًا للإنترنت بسرعات تنزيل تصل إلى 720 ميجابت / ثانية. تم التخلي عن المشروع في عام 2003. أدى فشل تيليديذك، إلى جانب إيداعات إفلاس مزودي الاتصالات عبر الأقمار الصناعية كشركة إيريديوم للاتصالات وجلوبال ستار، إلى إضعاف حماس السوق لتطوير الإنترنت عبر الأقمار الصناعية. لم يكن الأمر كذلك حتى سبتمبر 2003 عندما أطلقت يوتلسات أول قمر صناعي جاهز للإنترنت للمستهلكين.
في عام 2004، مع إطلاق Anik F2، أول قمر صناعي عالي الإنتاجية، تم تشغيل فئة من الأقمار الصناعية من الجيل التالي توفر سعة وعرض نطاق أفضل. في الآونة الأخيرة، حققت الأقمار الصناعية عالية الإنتاجية مثل القمر الصناعي فياسات-1 التابع لشركة فياسات ومثل قمر جوبيتر التابع لشركة هيوز نت. في عام 2011 وفي عام 2012 قدمت الشركات مزيدًا من التحسينات، حيث رفعت معدلات البيانات النهائية من 1–3 ميجابت / ثانية إلى 12-15 ميجابت / ثانية وما بعدها. تستهدف خدمات الوصول إلى الإنترنت المرتبطة بهذه الأقمار الصناعية إلى حد كبير سكان الريف كبديل لخدمة الإنترنت عبر الاتصال الهاتفي أو خط المشترك الرقمي غير المتناظر (ADSL) أو خدمة ثابتة للأقمار الصناعية الكلاسيكية.
منذ عام 2014، أعلن عدد متزايد من الشركات عن العمل على الوصول إلى الإنترنت باستخدام الأبراج الساتلية في مدار أرضي منخفض. تخطط كل من سبيس إكس ووان ويب وأمازون لإطلاق أكثر من 1000 قمر صناعي لكل منها. جمعت وان ويب وحدها 1.7 مليار دولار بحلول فبراير 2017 للمشروع،  وجمعت سبيس إكس أكثر من مليار دولار في النصف الأول من عام 2019 وحده لخدمتهم المسماة ستارلنك  وتوقعت إيرادات تزيد عن 30 مليار دولار بحلول عام 2025 من كوكبة الأقمار الصناعية. تستخدم العديد من الأبراج المخططة الاتصال بالليزر للروابط بين الأقمار الصناعية لإنشاء عمود فقري للإنترنت قائم على الفضاء بشكل فعال.
اعتبارًا من عام 2017، قدمت شركات الطيران مثل دلتا وأمريكان الإنترنت عبر الأقمار الصناعية كوسيلة لمكافحة النطاق الترددي المحدود على الطائرات وتقديم سرعات إنترنت قابلة للاستخدام للركاب.

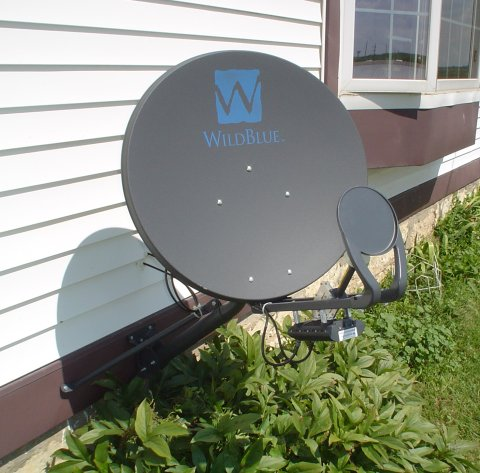
طبق الإنترنت عبر الأقمار الصناعية WildBlue على جانب المنزل

## الشركات والسوق

### الولايات المتحدة الأمريكية
الشركات التي تقدم اتصل مجانا خدمة الإنترنت المنزلي في الولايات المتحدة الأمريكية وتشمل قياسات (فياسات)، من خلال علامة اكسدي التجارية، وايكوستار، من خلال شركتها هيوز نت.

### المملكة المتحدة
في المملكة المتحدة، تشمل الشركات التي توفر الوصول إلى الإنترنت عبر الأقمار الصناعية بيجبلو وبرودباند إفريوير وفريدومات.

## وظيفة
يعتمد الإنترنت عبر الأقمار الصناعية عمومًا على ثلاثة مكونات أساسية: قمر صناعي، عادةً في مدار ثابت بالنسبة للأرض (يشار إليه أحيانًا باسم مدار أرضي متزامن مع الأرض، أو GEO)، وعدد من المحطات الأرضية المعروفة باسم البوابات التي تنقل بيانات الإنترنت من وإلى القمر الصناعي عبر موجات الراديو (ميكروويف)، وهوائي صغير في موقع المشترك، وغالبًا ما يكون هوائي طبق VSAT (محطة ذات فتحة صغيرة جدًا) مع جهاز إرسال واستقبال. تشتمل المكونات الأخرى لنظام الإنترنت عبر الأقمار الصناعية على مودم عند طرف المستخدم يربط شبكة المستخدم بجهاز الإرسال والاستقبال، ومركز عمليات شبكة مركزي (NOC) لمراقبة النظام بأكمله. يعمل القمر الصناعي بالتنسيق مع بوابة النطاق العريض، ويدير طوبولوجيا شبكة نجمية حيث تمر جميع اتصالات الشبكة عبر معالج محور الشبكة، والذي يقع في مركز النجم. باستخدام هذا التكوين، يكون عدد المحطات الطرفية ذات الفتحات الصغيرة جدًا (VSAT) البعيدة التي يمكن توصيلها بالمحور غير محدود عمليًا.

### الأقمار الصناعية
تم تسويقه كمركز لشبكات الأقمار الصناعية الجديدة ذات النطاق العريض، وهي عبارة عن جيل جديد من أقمار GEO عالية الطاقة المتمركزة على 35,786 كيلومتر (22,236 ميل) فوق خط الاستواء، وتعمل في K a- band (18.3–30 وضع GHz). تم تصميم هذه الأقمار الصناعية الجديدة المصممة لهذا الغرض وتحسينها لتطبيقات النطاق العريض، باستخدام العديد من حزم النقاط الضيقة،  والتي تستهدف مساحة أصغر بكثير من الحزم العريضة التي تستخدمها أقمار الاتصالات السابقة. تسمح تقنية الحزمة النقطية للأقمار الصناعية بإعادة استخدام عرض النطاق الترددي المخصص عدة مرات مما يمكنها من تحقيق سعة إجمالية أعلى بكثير من الأقمار الصناعية ذات الحزمة العريضة التقليدية. يمكن للحزم النقطية أيضًا زيادة الأداء والقدرة التبعية من خلال تركيز المزيد من الطاقة وزيادة حساسية المستقبل في مناطق مركزة محددة. يتم تحديد الحزم النقطية كواحد من نوعين: الحزم النقطية للمشترك، والتي ترسل من وإلى المطراف على جانب المشترك، وحزم نقطة البوابة، التي ترسل من / إلى محطة أرضية لمقدم الخدمة. لاحظ أن التخلص من البصمة الضيقة لشعاع نقطي يمكن أن يؤدي إلى تدهور الأداء بشكل كبير. أيضًا، يمكن أن تجعل سبوت بيمز استخدام تقنيات جديدة مهمة أخرى أمرًا مستحيلًا، بما في ذلك تعديل «موجة حاملة».
بالاقتران مع تقنية الحزمة النقطية للقمر الصناعي، تم استخدام هندسة الأنابيب المنحنية تقليديًا في الشبكة التي يعمل فيها القمر الصناعي كجسر في الفضاء، يربط بين نقطتي اتصال على الأرض. يستخدم مصطلح «عازمة الأنبوب» لوصف شكل مسار البيانات بين هوائيات الإرسال والاستقبال، مع وضع القمر الصناعي عند نقطة المنعطف. ببساطة، يتمثل دور القمر الصناعي في ترتيب الشبكة هذا في ترحيل الإشارات من طرف المستخدم النهائي إلى بوابات مزود خدمة الإنترنت، والعودة مرة أخرى دون معالجة الإشارة على القمر الصناعي. يستقبل القمر الصناعي، ويضخم، ويعيد توجيه الموجة الحاملة على تردد لاسلكي معين من خلال مسار إشارة يسمى جهاز الإرسال والاستقبال.
ستستخدم بعض الأبراج الساتلية المقترحة في المدار الأرضي المنخفض مثل ستارلنك وكوكبة تيليسات وليوسات معدات اتصال بالليزر للوصلات الضوئية عالية الإنتاجية بين الأقمار الصناعية. تسمح الأقمار الصناعية المترابطة بالتوجيه المباشر لبيانات المستخدم من القمر الصناعي إلى القمر الصناعي وإنشاء شبكة ضوئية فضائية قائمة على أساس فعال والتي ستمكّن من إدارة الشبكة بشكل سلس واستمرارية الخدمة.
يحتوي القمر الصناعي على مجموعته الخاصة من الهوائيات لاستقبال إشارات الاتصال من الأرض وإرسال الإشارات إلى الموقع المستهدف. هذه الهوائيات وأجهزة الإرسال والاستقبال هي جزء من «حمولة» القمر الصناعي المصممة لاستقبال وإرسال الإشارات من وإلى أماكن مختلفة على الأرض. ما يمكّن هذا الإرسال والاستقبال في مرسلات مستجيبات الحمولة النافعة هو نظام فرعي مكرر (معدات RF (تردد لاسلكي)) يستخدم لتغيير الترددات، والتصفية، وفصل الإشارات وتضخيمها وتجميعها قبل توجيهها إلى عنوان الوجهة على الأرض. يقوم هوائي الاستقبال عالي الكسب الخاص بالقمر الصناعي بتمرير البيانات المرسلة إلى جهاز الإرسال والاستقبال الذي يقوم بترشيحها وترجمتها وتضخيمها، ثم إعادة توجيهها إلى هوائي الإرسال الموجود على متن الطائرة. ثم يتم توجيه الإشارة إلى موقع أرضي محدد من خلال قناة تعرف باسم الناقل. بجانب الحمولة، يُطلق على المكون الرئيسي الآخر لقمر الاتصالات اسم الحافلة، والتي تضم جميع المعدات المطلوبة لنقل القمر الصناعي إلى موضعه، وإمداد الطاقة، وتنظيم درجات حرارة المعدات، وتوفير معلومات الصحة والتتبع، وأداء العديد من المهام التشغيلية الأخرى.

### بوابات
إلى جانب التطورات الهائلة في تكنولوجيا الأقمار الصناعية على مدى العقد الماضي، تطورت المعدات الأرضية بالمثل، مستفيدة من مستويات أعلى من التكامل وزيادة قوة المعالجة، وتوسيع حدود السعة والأداء. يُشار أيضًا إلى البوابة - أو محطة البوابة الأرضية (اسمها الكامل) - على أنها محطة أرضية أو منفذ عن بعد أو محور. يستخدم المصطلح أحيانًا لوصف جزء طبق الهوائي فقط، أو يمكن أن يشير إلى النظام الكامل بجميع المكونات المرتبطة به. باختصار، تستقبل البوابة إشارات الموجات الراديوية من القمر الصناعي في المرحلة الأخيرة من حمولة العودة أو المنبع، وتحمل الطلب الصادر من موقع المستخدم النهائي. يقوم مودم القمر الصناعي في موقع البوابة بإزالة تشكيل الإشارة الواردة من الهوائي الخارجي إلى حزم IP ويرسل الحزم إلى الشبكة المحلية. يدير خادم / بوابات الوصول حركة المرور المنقولة من / إلى الإنترنت. بمجرد معالجة الطلب الأولي بواسطة خوادم البوابة، وإرساله إلى الإنترنت وإعادته منه، يتم إرسال المعلومات المطلوبة مرة أخرى كحمولة صافية للأمام أو في اتجاه التيار إلى المستخدم النهائي عبر القمر الصناعي، والذي يوجه الإشارة إلى محطة المشترك. توفر كل بوابة الاتصال بشبكة الإنترنت الأساسية لحزمة (حزم) البوابة التي تخدمها. يوفر نظام البوابات المكونة للنظام الأرضي الساتلي جميع خدمات الشبكة للقمر الصناعي والتوصيل الأرضي المقابل. توفر كل بوابة شبكة وصول متعددة الخدمات للاتصالات الطرفية للمشتركين بالإنترنت. في الولايات المتحدة القارية، نظرًا لكونها شمال خط الاستواء، يجب أن يكون لكل هوائي البوابة وصحن المشترك رؤية خالية من العوائق للسماء الجنوبية. بسبب المدار الثابت بالنسبة للأرض للقمر الصناعي، يمكن أن يظل هوائي البوابة موجهًا إلى موضع ثابت.

### طبق هوائي ومودم
بالنسبة للمعدات التي يوفرها العميل (أي الكمبيوتر وجهاز التوجيه) للوصول إلى شبكة الأقمار الصناعية ذات النطاق العريض، يجب أن يكون لدى العميل مكونات مادية إضافية مثبتة:

#### الوحدة الخارجية (ODU)
في الطرف البعيد من الوحدة الخارجية عادة ما تكون صغيرة (2-3 أقدام، 60-90 سم)، هوائي راديو من نوع طبق عاكس. يجب أن يتمتع هوائي في سات أيضًا برؤية السماء دون عائق للسماح بخط الرؤية المناسب (LOS) إلى القمر الصناعي. هناك أربعة إعدادات للخصائص الفيزيائية المستخدمة لضمان تكوين الهوائي بشكل صحيح على القمر الصناعي، وهي: السمت والارتفاع والاستقطاب والانحراف. يمنح الجمع بين هذه الإعدادات الوحدة الخارجية LOS للقمر الصناعي المختار ويجعل نقل البيانات ممكنًا. يتم تحديد هذه المعلمات بشكل عام في وقت تركيب الجهاز، إلى جانب تخصيص الحزمة (K a -band فقط)؛ يجب اتخاذ جميع هذه الخطوات قبل التفعيل الفعلي للخدمة. عادةً ما يتم تركيب مكونات الإرسال والاستقبال عند النقطة المحورية للهوائي الذي يستقبل / يرسل البيانات من / إلى القمر الصناعي. الأجزاء الرئيسية هي:
- التغذية - هذا التجميع هو جزء من سلسلة استقبال وإرسال في سات، والتي تتكون من عدة مكونات بوظائف مختلفة، بما في ذلك بوق التغذية في مقدمة الوحدة، والذي يشبه القمع ولديه مهمة تركيز إشارات الميكروويف الساتلية عبر سطح عاكس الطبق. يتلقى بوق التغذية الإشارات المنعكسة عن سطح الطبق ويرسل الإشارات الصادرة إلى القمر الصناعي.
- حظر المحول (BUC) - توجد هذه الوحدة خلف بوق التغذية وقد تكون جزءًا من نفس الوحدة، ولكن يمكن أن تكون BUC أكبر (قوة كهربائية أعلى) قطعة منفصلة متصلة بقاعدة الهوائي. وتتمثل مهمتها في تحويل الإشارة من المودم إلى تردد أعلى وتضخيمها قبل أن تنعكس عن الطبق ونحو القمر الصناعي.
- محول خفض الضوضاء المنخفض (LNB) - هذا هو عنصر الاستقبال في الجهاز. تتمثل مهمة LNB في تضخيم إشارة راديو القمر الصناعي المستقبلة التي ترتد من الطبق وتصفية الضوضاء، وهي أي إشارة لا تحمل معلومات صحيحة. يمرر LNB الإشارة المضخمة والمرشحة إلى مودم القمر الصناعي في موقع المستخدم.

#### الوحدة الداخلية (IDU)
يعمل مودم القمر الصناعي كواجهة بين الوحدة الخارجية والمعدات التي يوفرها العميل (على سبيل المثال جهاز الكمبيوتر وجهاز التوجيه) ويتحكم في الإرسال والاستقبال عبر الأقمار الصناعية. من جهاز الإرسال (الكمبيوتر، جهاز التوجيه، إلخ) يتلقى تيار البت الإدخال ويقوم بتحويله أو تعديله إلى موجات راديو، مما يعكس هذا الترتيب للإرسالات الواردة، وهو ما يسمى إزالة التشكيل. يوفر نوعين من الاتصال:
- اتصال الكابل المحوري (COAX) بهوائي القمر الصناعي. يقتصر طول الكبل الذي يحمل إشارات الأقمار الصناعية الكهرومغناطيسية بين المودم والهوائي بشكل عام على ألا يزيد طوله عن 150 قدمًا.
- اتصال إيثرنت بالكمبيوتر، يحمل حزم بيانات العميل من وإلى خوادم محتوى الإنترنت.

عادةً ما تستخدم أجهزة مودم الأقمار الصناعية من فئة المستهلك إما معيار الاتصالات DOCSIS أو واي ماكس للتواصل مع البوابة المخصصة.

## التحديات والقيود

### زمن انتقال الإشارة
الكمون (يشار إليه عادة باسم «وقت اختبار الاتصال») هو التأخير بين طلب البيانات وتلقي الاستجابة، أو في حالة الاتصال أحادي الاتجاه، بين اللحظة الفعلية لبث الإشارة ووقت تلقيها في المكان المقصود.
تستغرق الإشارة الراديوية حوالي 120 مللي ثانية للوصول إلى قمر صناعي ثابت بالنسبة إلى الأرض ثم 120 مللي ثانية للوصول إلى المحطة الأرضية، أي ما يقرب من 1/4 من الثانية بشكل عام. عادةً، خلال الظروف المثالية، تمثل الفيزياء المشاركة في الاتصالات عبر الأقمار الصناعية حوالي 550 مللي ثانية من زمن الانتقال ذهابًا وإيابًا.
زمن الوصول الأطول هو الاختلاف الأساسي بين شبكة أرضية قياسية وشبكة ساتلية ثابتة بالنسبة إلى الأرض. يمكن أن يكون زمن الانتقال ذهابًا وإيابًا لشبكة الاتصالات الساتلية المستقرة بالنسبة إلى الأرض أكثر من 12 ضعفًا للشبكة الأرضية.

#### المدارات الثابتة بالنسبة للأرض
المدار الثابت بالنسبة للأرض (أو المدار الأرضي الثابت بالنسبة للأرض / GEO) هو مدار متزامن مع الأرض يقع مباشرة فوق خط استواء الأرض (0 ° خط العرض)، مع فترة تساوي فترة دوران الأرض وانحراف مداري يساوي الصفر تقريبًا (أي «مدار دائري»). يبدو الجسم في مدار ثابت بالنسبة للأرض ثابتًا، في موضع ثابت في السماء، للمراقبين على الأرض. غالبًا ما تضع أجهزة الإطلاق أقمار الاتصالات وأقمار الطقس الصناعية في مدارات ثابتة بالنسبة إلى الأرض، بحيث لا تضطر هوائيات الأقمار الصناعية التي تتواصل معها إلى التحرك لتتبعها، ولكن يمكن أن تشير بشكل دائم إلى الموضع في السماء حيث تبقى الأقمار الصناعية. بسبب الثابت 0 درجة خطوط العرض والدوران في المدارات المستقرة بالنسبة إلى الأرض، تختلف الأقمار الصناعية في المدار الثابت بالنسبة للأرض في الموقع حسب خط الطول فقط.
مقارنةً بالاتصالات الأرضية، فإن جميع الاتصالات الساتلية الثابتة بالنسبة إلى الأرض تشهد زمن انتقال أعلى بسبب اضطرار الإشارة إلى السفر 35,786 كيلومتر (22,236 ميل) إلى قمر صناعي في مدار ثابت بالنسبة إلى الأرض والعودة إلى الأرض مرة أخرى. حتى عند سرعة الضوء (حوالي 300.000 كم / ث أو 186000 ميل في الثانية)، يمكن أن يبدو هذا التأخير كبيرًا. إذا كان من الممكن القضاء على جميع حالات التأخير الأخرى في إرسال الإشارات، فلا يزال الأمر يتطلب إشارة لاسلكية تبلغ حوالي 250 مللي ثانية (مللي ثانية)، أو حوالي ربع ثانية، للانتقال إلى القمر الصناعي والعودة إلى الأرض. يختلف الحد الأدنى المطلق لمقدار التأخير، نظرًا لبقاء القمر الصناعي في مكان واحد في السماء، بينما يمكن أن يكون المستخدمون الموجودون على الأرض أسفله مباشرةً (مع زمن انتقال ذهابًا وإيابًا يبلغ 239.6 مللي ثانية)، أو بعيدًا عن جانب الكوكب بالقرب من الأفق (مع زمن انتقال ذهابًا وإيابًا قدره 279.0 مللي ثانية).
بالنسبة لحزمة الإنترنت، يتم مضاعفة هذا التأخير قبل تلقي الرد. هذا هو الحد الأدنى النظري. يؤدي احتساب التأخيرات العادية الأخرى من مصادر الشبكة إلى زمن انتقال نموذجي للاتصال أحادي الاتجاه يتراوح بين 500 و 700 مللي ثانية من المستخدم إلى مزود خدمة الإنترنت، أو حوالي 1,000-1,400 مللي ثانية كمون لإجمالي وقت الذهاب والعودة (RTT) إلى المستخدم. هذا أكثر من تجربة معظم مستخدمي الطلب الهاتفي عادة ما بين 150-200 إجمالي زمن الوصول بالمللي ثانية، وأعلى بكثير من زمن الانتقال المعتاد الذي يبلغ 15-40 مللي ثانية الذي يواجهه مستخدمو خدمات الإنترنت الأخرى عالية السرعة، مثل الكبل أو في دي إس إل.
بالنسبة للأقمار الصناعية المستقرة بالنسبة إلى الأرض، لا توجد طريقة للتخلص من زمن الوصول، ولكن يمكن التخفيف من حدة المشكلة إلى حد ما في اتصالات الإنترنت باستخدام ميزات تسريع بروتوكول TCP التي تقصر الوقت الظاهر للرحلة ذهابًا وإيابًا (RTT) لكل حزمة عن طريق تقسيم («الانتحال») حلقة التغذية الراجعة بين المرسل والمتلقي. غالبًا ما توجد ميزات تسريع معينة في التطورات التكنولوجية الحديثة المضمنة في معدات الإنترنت عبر الأقمار الصناعية.
يؤثر الكمون أيضًا على بدء اتصالات الإنترنت الآمنة مثل بروتوكول طبقة المقابس الآمنة (SSL) التي تتطلب تبادل أجزاء عديدة من البيانات بين خادم الويب وعميل الويب. على الرغم من أن هذه الأجزاء من البيانات صغيرة، إلا أن الرحلات المتعددة ذهابًا وإيابًا المتضمنة في المصافحة تؤدي إلى تأخيرات طويلة مقارنة بالأشكال الأخرى للاتصال بالإنترنت، كما وثقها ستيفن تي كوب في تقرير عام 2011 الذي نشره «تحالف الريف المتنقل والنطاق العريض». يمتد هذا الانزعاج إلى إدخال البيانات وتحريرها باستخدام بعض البرامج كخدمة SaaS أو تطبيقات البرمجيات وكذلك في أشكال أخرى من العمل عبر الإنترنت.
يجب على المرء أن يختبر بدقة وظائف الوصول التفاعلي المباشر إلى جهاز كمبيوتر بعيد - مثل الشبكات الخاصة الافتراضية. لم يتم تصميم العديد من بروتوكولات TCP للعمل في بيئات زمن انتقال عالٍ.

#### مدارات أرضية متوسطة ومنخفضة
لا تتعرض الأبراج الساتلية في المدار الأرضي المتوسط (MEO) والمدار الأرضي المنخفض (LEO) لمثل هذه التأخيرات الكبيرة، حيث إن الأقمار الصناعية أقرب إلى الأرض. فمثلا:
- تتأخر كوكبات المدار الأرضي المنخفض الحالية لسواتل جلوبال ستار وإيريديوم أقل من 40 مللي ثانية ذهابًا وإيابًا، لكن صبيبها أقل من النطاق العريض بمعدل 64 كيلوبت / ثانية لكل قناة. كوكبة جلوبال ستار تدور حول 1420 كم فوق الأرض ويدور إيريديوم عند 670 كم ارتفاع.
- تدور كوكبة O3b MEO عند 8062 كم، بزمن انتقال RTT يبلغ حوالي 125 مللي ثانية.[25] تم تصميم الشبكة أيضًا للحصول على معدل نقل أعلى بكثير مع روابط تزيد عن 1 جيجابت / ثانية (جيجابت في الثانية).

على عكس الأقمار الصناعية المستقرة بالنسبة إلى الأرض، لا تبقى الأقمار الصناعية ذات المدار الأرضي المنخفض والمتوسط في موقع ثابت في السماء. وبالتالي، لا يمكن للهوائيات الأرضية أن تقفل الاتصال بسهولة مع أي قمر صناعي محدد. كما هو الحال مع نظام تحديد المواقع العالمي (GPS)، بالنسبة لجهاز الاستقبال، تكون الأقمار الصناعية مرئية فقط لجزء من مدارها، وبالتالي فإن الأقمار الصناعية المتعددة ضرورية لإنشاء اتصال دائم بالإنترنت، حيث تحتاج مدارات الأرض المنخفضة إلى أقمار صناعية أكثر من مدارات الأرض المتوسطة. يتعين على الشبكة تبديل نقل البيانات بين الأقمار الصناعية للحفاظ على الاتصال بالعميل.
يمكن التواصل مع الأقمار الصناعية MEO أو LEO التي تتحرك في السماء بثلاث طرق، وذلك باستخدام:
- هوائيات أرضية منتشرة أو شاملة الاتجاهات بالكامل قادرة على الاتصال مع واحد أو أكثر من الأقمار الصناعية المرئية في السماء في نفس الوقت، ولكن بقدرة إرسال أعلى بكثير من هوائيات الأطباق الثابتة المستقرة بالنسبة إلى الأرض (بسبب الكسب المنخفض)، ومع إشارة أقل بكثير -نسب الضوضاء لاستقبال الإشارة
- حوامل الهوائي المزودة بمحركات بهوائيات عالية الكسب وشعاع ضيق لتتبع الأقمار الصناعية الفردية
- هوائيات صفيف مرحلي يمكنها توجيه الحزمة إلكترونيًا، جنبًا إلى جنب مع البرامج التي يمكنها التنبؤ بمسار كل قمر صناعي في الكوكبة

#### طائرات الغلاف الجوي خفيفة للغاية مثل الأقمار الصناعية
بديل مقترح لأقمار الترحيل هو طائرة خفيفة الوزن تعمل بالطاقة الشمسية لأغراض خاصة، والتي ستطير على طول مسار دائري فوق موقع أرضي ثابت، وتعمل تحت تحكم كمبيوتر مستقل على ارتفاع حوالي 20000 متر.
على سبيل المثال، تصور مشروع فولتشر التابع لوكالة المشاريع البحثية الدفاعية الأمريكية المتقدمة طائرة خفيفة الوزن قادرة على الاحتفاظ بالمحطة فوق منطقة ثابتة لمدة تصل إلى خمس سنوات، وقادرة على توفير المراقبة المستمرة للأصول الأرضية بالإضافة إلى الخدمة شبكات اتصالات منخفضة للغاية. تم إلغاء هذا المشروع  في عام 2012 قبل أن تصبح جاهزة للعمل.
سيتم شحن البطاريات الموجودة على متن الطائرة خلال ساعات النهار من خلال الألواح الشمسية التي تغطي الأجنحة، وستوفر الطاقة للطائرة أثناء الليل. ستنقل أطباق الإنترنت عبر الأقمار الصناعية الأرضية الإشارات من وإلى الطائرة، مما يؤدي إلى انخفاض كبير في زمن انتقال إشارة الذهاب والإياب بمقدار 0.25 مللي ثانية فقط. يمكن أن تعمل الطائرات لفترات طويلة دون التزود بالوقود. تم اقتراح العديد من هذه المخططات التي تنطوي على أنواع مختلفة من الطائرات في الماضي.

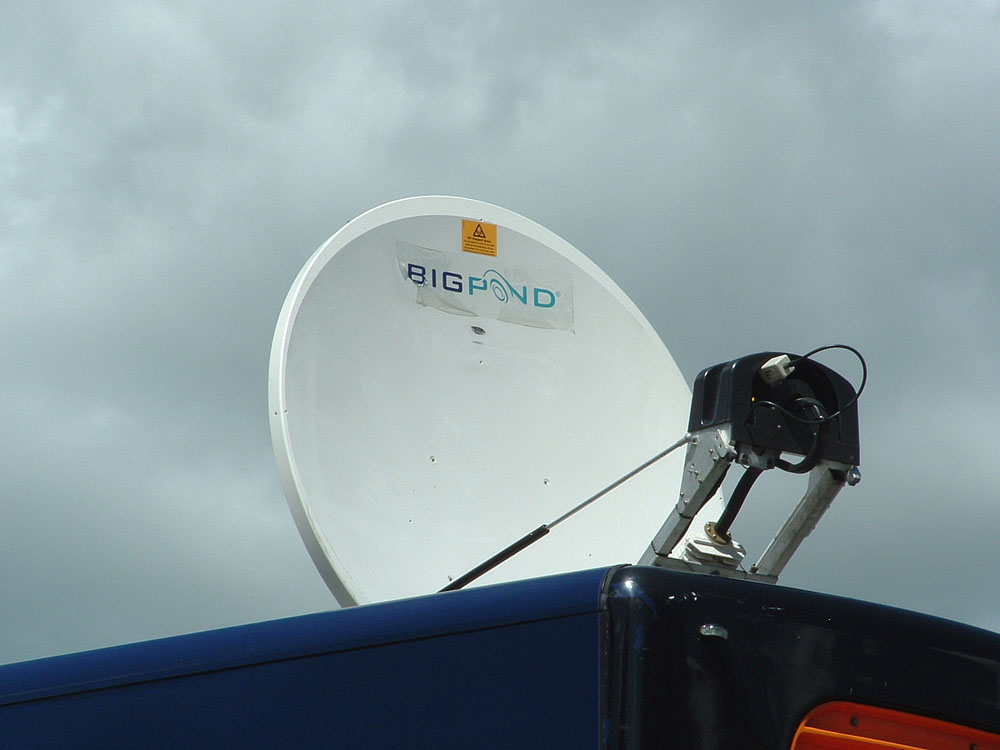
طبق إنترنت فضائي Bigpond قابل للطي

تتأثر اتصالات الأقمار الصناعية بالرطوبة والأشكال المختلفة لهطول الأمطار (مثل المطر أو الثلج) في مسار الإشارة بين المستخدمين النهائيين أو المحطات الأرضية والقمر الصناعي المستخدم. يُعرف هذا التداخل مع الإشارة بالخبو الناجم عن المطر . تكون التأثيرات أقل وضوحًا على نطاقي التردد المنخفض "L" و "C"، ولكن يمكن أن تصبح شديدة جدًا على الترددات الأعلى "Ku" و "Ka". لخدمات الإنترنت عبر الأقمار الصناعية في المناطق الاستوائية ذات الأمطار الغزيرة، استخدم النطاق C (4/6 GHz) مع قمر صناعي استقطاب دائري شائع. الاتصالات الساتلية على النطاق K a (19/29 GHz) تقنيات خاصة مثل هوامش المطر الكبيرة والتحكم في قدرة الوصلة الصاعدة التكيفية ومعدلات البتات المخفضة أثناء هطول الأمطار.
هوامش المطر هي المتطلبات الإضافية لوصلة الاتصال اللازمة لمراعاة تدهور الإشارات بسبب الرطوبة والهطول، وهي ذات أهمية كبيرة في جميع الأنظمة التي تعمل على ترددات تزيد عن 10 جيجاهرتز.
يمكن تقليل مقدار الوقت الذي يتم خلاله فقدان الخدمة عن طريق زيادة حجم طبق اتصالات القمر الصناعي وذلك لجمع المزيد من إشارة القمر الصناعي على الوصلة الهابطة وكذلك لتوفير إشارة أقوى على الوصلة الصاعدة. وبعبارة أخرى، فإن زيادة كسب الهوائي من خلال استخدام عاكس مكافئ أكبر هو إحدى طرق زيادة الكسب الإجمالي للقناة، وبالتالي نسبة الإشارة إلى الضوضاء (S / N)، مما يسمح بفقدان إشارة أكبر بسبب المطر تتلاشى دون انخفاض نسبة الإشارة إلى الضوضاء (S / N) إلى ما دون الحد الأدنى للاتصال الناجح.
تميل هوائيات الأطباق الحديثة من فئة المستهلك إلى أن تكون صغيرة إلى حد ما، مما يقلل من هامش المطر أو يزيد من طاقة وتكلفة الوصلة الهابطة للقمر الصناعي. ومع ذلك، غالبًا ما يكون بناء قمر صناعي أكثر تكلفة وهوائيات أصغر وأقل تكلفة للمستهلكين أكثر تكلفة من زيادة حجم هوائي المستهلك لتقليل تكلفة القمر الصناعي.
أطباق تجارية كبيرة بحجم 3.7 م إلى 13 يمكن استخدام قطر m لتحقيق هوامش مطر متزايدة وأيضًا لتقليل التكلفة لكل بت من خلال السماح برموز تعديل أكثر كفاءة. بالتناوب، يمكن أن تتطلب الهوائيات ذات الفتحة الأكبر قدرة أقل من الساتل لتحقيق أداء مقبول. تستخدم الأقمار الصناعية عادةً الطاقة الشمسية الكهروضوئية، لذلك لا توجد نفقات للطاقة نفسها، لكن القمر الصناعي الأكثر قوة سيتطلب ألواحًا شمسية وإلكترونيات أكبر وأكثر قوة، وغالبًا ما يتضمن هوائي إرسال أكبر. لا تزيد مكونات القمر الصناعي الأكبر من تكاليف المواد فحسب، بل تزيد أيضًا من وزن القمر الصناعي، وبشكل عام، فإن تكلفة إطلاق قمر صناعي في مدار تتناسب طرديًا مع وزنه. (بالإضافة إلى ذلك، نظرًا لأن مركبات إطلاق الأقمار الصناعية [أي الصواريخ] لها حدود محددة لحجم الحمولة، فإن جعل أجزاء من القمر الصناعي أكبر قد يتطلب آليات طي أكثر تعقيدًا لأجزاء من القمر الصناعي مثل الألواح الشمسية والهوائيات عالية الكسب، أو الترقية إلى المزيد مركبة الإطلاق باهظة الثمن يمكنها التعامل مع حمولة أكبر.)
يمكن تغيير الموجات الحاملة المعدلة ديناميكيًا استجابةً لمشكلات المطر أو عيوب الوصلة الأخرى باستخدام عملية تسمى التشفير والتشكيل التكيفي، أو "ACM". يسمح ACM بزيادة معدلات البتات بشكل كبير أثناء ظروف السماء الصافية العادية، مما يزيد من عدد البتات لكل هرتز المرسلة، وبالتالي تقليل التكلفة الإجمالية لكل بت. يتطلب الترميز التكيفي نوعًا من قناة الإرجاع أو التغذية الراجعة التي يمكن أن تكون عبر أي وسيلة متاحة، قمر صناعي أو أرضي.

### خط البصر

منطقة فرينل. D هي المسافة بين المرسل والمستقبل، r نصف قطر منطقة فريسنل.

يقال أن كائنين في نطاق خط البصر إذا كان من الممكن توصيل خط مستقيم بين الكائنات دون أي تدخل، مثل الجبل. الكائن وراء الأفق يكون تحت خط البصر، وبالتالي قد يكون من الصعب التواصل معه.
عادةً ما يلزم وجود خط رؤية واضح تمامًا بين الطبق والقمر الصناعي حتى يعمل النظام على النحو الأمثل. بالإضافة إلى أن الإشارة عرضة للامتصاص والتشتت بواسطة الرطوبة، تتأثر الإشارة بالمثل بوجود الأشجار والنباتات الأخرى في مسار الإشارة. مع انخفاض تردد الراديو إلى أقل من 900 MHz، يزداد الاختراق من خلال الغطاء النباتي، لكن معظم الاتصالات الساتلية تعمل فوق 2 GHz مما يجعلها حساسة للعوائق الصغيرة مثل أوراق الشجر. يجب أن يؤخذ تركيب الطبق في الشتاء بعين الاعتبار نمو أوراق النبات التي ستظهر في الربيع والصيف.

### منطقة فرينل
حتى إذا كان هناك خط رؤية مباشر بين هوائي الإرسال والاستقبال، فإن الانعكاسات من الأجسام القريبة من مسار الإشارة يمكن أن تقلل من قدرة الإشارة الظاهرة من خلال إلغاء الطور. يتم تحديد ما إذا كانت الإشارة المفقودة من الانعكاس ومقدارها من خلال موقع الكائن في منطقة فرينل للهوائيات.

## اتصال ثنائي الاتجاه عبر الأقمار الصناعية فقط

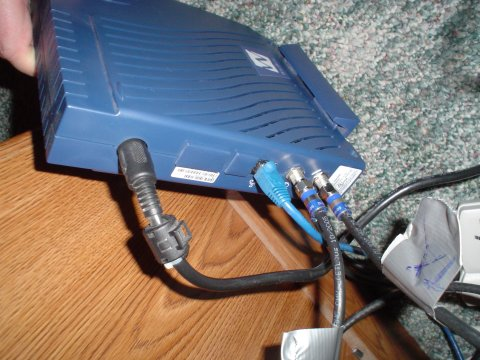
اللوحة الخلفية لمودم القمر الصناعي، مع اتصالات متحدة المحور لكل من الإشارات الواردة والصادرة، ومنفذ إيثرنت للاتصال

تتضمن خدمة الإنترنت عبر الأقمار الصناعية ثنائية الاتجاه في المنزل أو المستهلك كلاً من إرسال واستقبال البيانات من محطة طرفية ذات فتحة صغيرة جدًا (VSAT) عبر القمر الصناعي إلى منفذ اتصالات محوري (النقل الفضائي)، والذي يقوم بعد ذلك بنقل البيانات عبر الإنترنت الأرضي. يجب توجيه طبق القمر الصناعي في كل موقع بدقة لتجنب التداخل مع الأقمار الصناعية الأخرى. في كل موقع من مواقع VSAT، يجب ضبط تردد الوصلة الصاعدة ومعدل البتات والقدرة بدقة، تحت سيطرة مركز مزود الخدمة.
هناك عدة أنواع من خدمات الإنترنت الساتلية ثنائية الاتجاه، بما في ذلك النفاذ المتعدد بتقسيم الوقت (TDMA) والقناة الواحدة لكل ناقل (SCPC). يمكن أن تكون الأنظمة ثنائية الاتجاه محطات طرفية بسيطة ذات فتحات صغيرة جدًا تتراوح من 60 إلى 100 طبق سم وقدرة إخراج تبلغ بضع واط فقط مخصصة للمستهلكين والشركات الصغيرة أو الأنظمة الأكبر التي توفر نطاقًا تردديًا أكبر. غالبًا ما يتم تسويق هذه الأنظمة على أنها «نطاق عريض للأقمار الصناعية» ويمكن أن تكلف مرتين إلى ثلاثة أضعاف ما تكلفه شهريًا الأنظمة الأرضية مثل خط المشترك الرقمي غير المتناظر (ADSL). غالبًا ما تكون أجهزة المودم المطلوبة لهذه الخدمة مملوكة ملكية، لكن بعضها متوافق مع عدة مزودين مختلفين. كما أنها باهظة الثمن وتتراوح تكلفتها بين 600 دولار أمريكي و 2000 دولار أمريكي.
يحتوي "iLNB" ثنائي الاتجاه المستخدم على الطبق الطرفي للنطاق العريض SES على جهاز إرسال واستقبال LNB أحادي القطبية، وكلاهما يعمل في نطاق Ku . تتراوح أسعار أجهزة مودم SES Broadband من 299 يورو إلى 350 يورو. هذه الأنواع من الأنظمة غير مناسبة بشكل عام للاستخدام في المركبات المتحركة، على الرغم من أن بعض الأطباق قد يتم تركيبها في آلية تحريك وإمالة تلقائية لإعادة محاذاة الطبق باستمرار - ولكن هذه الأطباق باهظة الثمن. تم تسليم تقنية SES Broadband من قبل شركة بلجيكية تسمى Newtec.

### عرض النطاق
يتنوع عملاء الإنترنت عبر الأقمار الصناعية للعملاء من المستخدمين المنزليين الفرديين مع جهاز كمبيوتر واحد إلى مواقع العمل البعيدة الكبيرة مع عدة مئات من أجهزة الكمبيوتر.
يميل مستخدمو المنازل إلى استخدام سعة القمر الصناعي المشتركة لتقليل التكلفة، مع السماح بمعدلات بتات ذروة عالية عند غياب الازدحام. عادة ما تكون هناك بدلات نطاق ترددي مقيدة تعتمد على الوقت بحيث يحصل كل مستخدم على حصته العادلة، وفقًا لما يدفعه. عندما يتجاوز المستخدم الحد المسموح به، قد تبطئ الشركة وصوله، أو تخفض أولوية حركة المرور الخاصة به أو تفرض رسومًا على النطاق الترددي الزائد المستخدم. بالنسبة إلى الإنترنت عبر الأقمار الصناعية للمستهلكين، يمكن أن يتراوح البدل عادةً من 200 ميغابايت في اليوم حتى 25 جيجابايت شهريا. قد يكون لدى شركة التنزيل المشتركة معدل بت من 1 إلى 40 ميغابت / ثانية ويمكن مشاركتها من قبل ما يصل إلى 100 إلى 4000 مستخدم نهائي.
عادةً ما يكون اتجاه الوصلة الصاعدة لعملاء المستخدمين المشتركين هو الوصول المتعدد بتقسيم الوقت (TDMA)، والذي يتضمن إرسال دفعات حزم قصيرة عرضية بين مستخدمين آخرين (على غرار الطريقة التي يشارك بها الهاتف الخلوي برج خلوي).
يمكن أيضًا تجهيز كل موقع بعيد بمودم هاتف ؛ الاتصالات لهذا هي كما هو الحال مع مزود خدمة الإنترنت الهاتفي التقليدي. قد تستخدم أنظمة الأقمار الصناعية ثنائية الاتجاه أحيانًا قناة المودم في كلا الاتجاهين للبيانات حيث يكون زمن الانتقال أكثر أهمية من عرض النطاق الترددي، مما يحجز قناة القمر الصناعي لتنزيل البيانات حيث يكون النطاق الترددي أكثر أهمية من زمن الوصول، مثل عمليات نقل الملفات.
في عام 2006، رعت المفوضية الأوروبية مشروع مركز الأمم المتحدة للإعلام الذي يهدف إلى تطوير قاعدة اختبار علمية من طرف إلى طرف لتوزيع خدمات مرتكزة على التلفزيون التفاعلي عريض النطاق يتم تقديمها عبر ساتل منخفض التكلفة ذي اتجاهين للمستخدمين النهائيين الفعليين في الصفحة الرئيسية. تستخدم بنية مركز الأمم المتحدة للإعلام معيار dvb-s2 للوصلة الهابطة ومعيار DVB-RCS للوصلة الصاعدة.
أطباق VSAT العادية (1.2-2.4 قطر م) على نطاق واسع لخدمات الهاتف عبر بروتوكول الإنترنت. يتم إرسال مكالمة صوتية عن طريق الحزم عبر الأقمار الصناعية والإنترنت. باستخدام تقنيات التشفير والضغط، يكون معدل البتات المطلوب لكل مكالمة هو 10.8 فقط كيلوبت / ثانية في كل اتجاه.

### الإنترنت عبر الأقمار الصناعية المحمولة

#### مودم ساتلي محمول

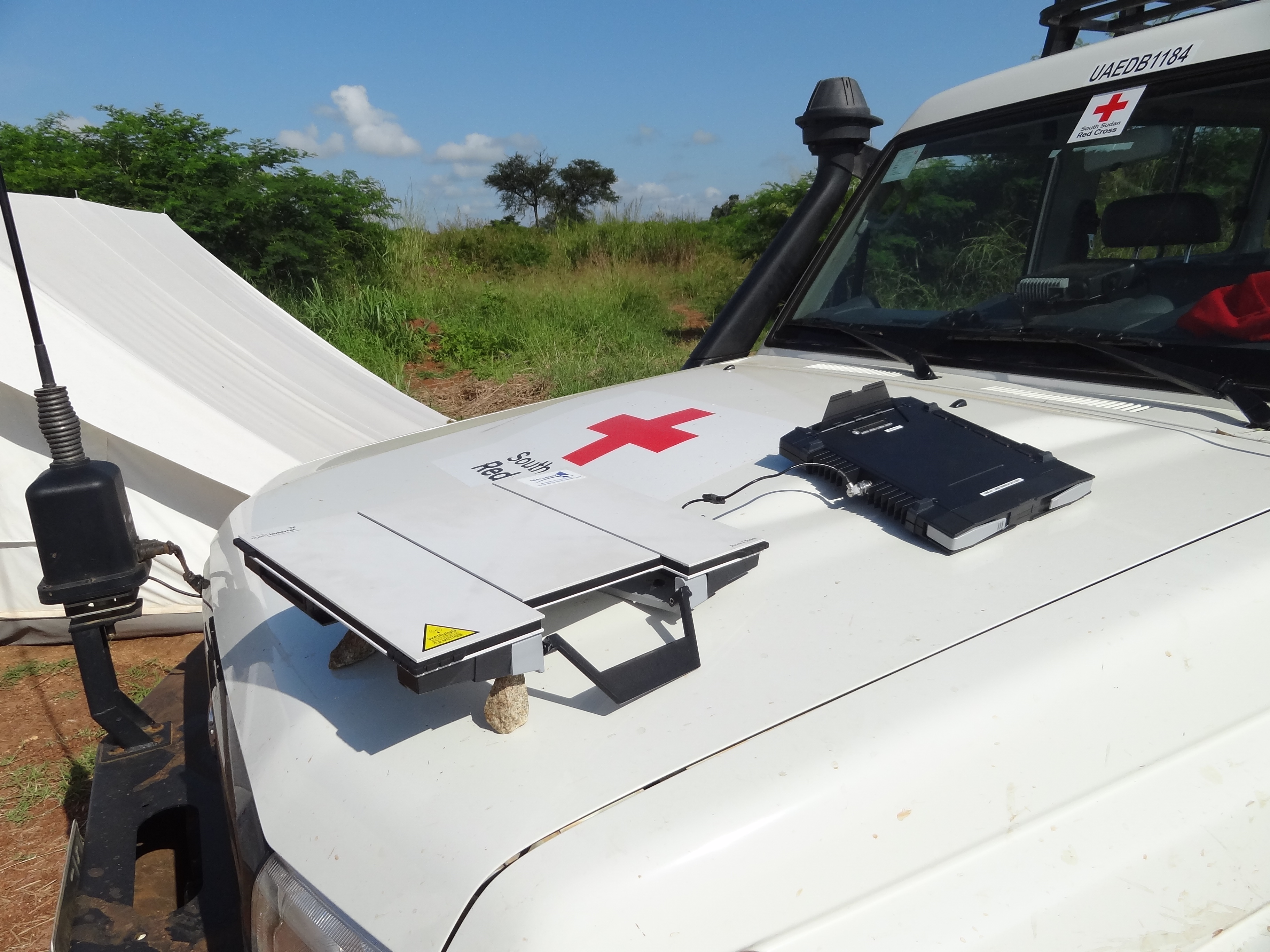
تم نشر مودم وهوائي الإنترنت عبر الأقمار الصناعية المحمولة مع الصليب الأحمر في جنوب السودان.

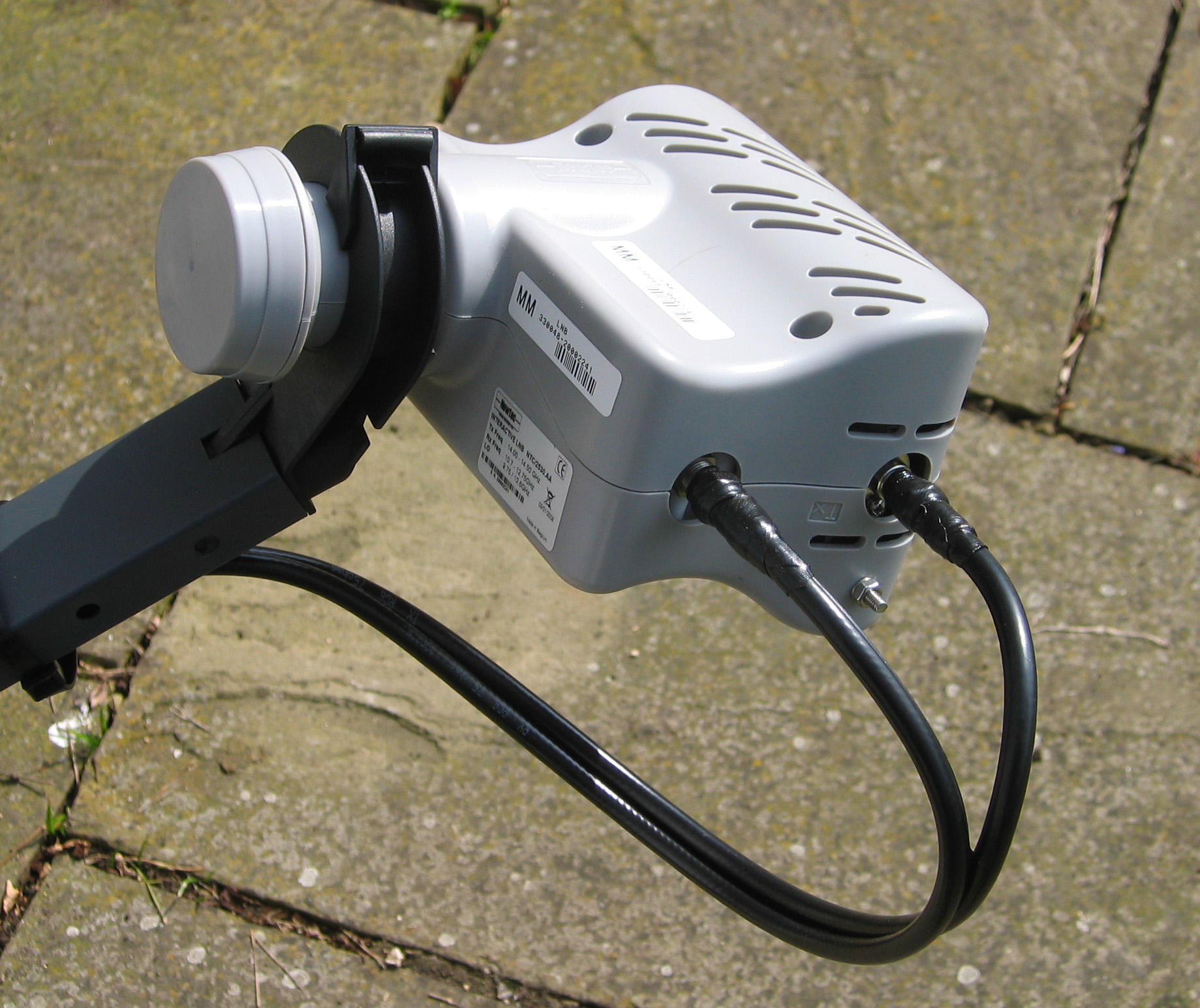
ثنائي الاتجاه "iLNB" المستخدم في SES Broadband.

تأتي هذه عادةً على شكل صندوق مستطيل مسطح قائم بذاته يحتاج إلى توجيهه في الاتجاه العام للقمر الصناعي - على عكس VSAT، لا يلزم أن تكون المحاذاة دقيقة للغاية وقد بنيت أجهزة المودم في عدادات قوة الإشارة لمساعدة المستخدم على المحاذاة الجهاز بشكل صحيح. تستخدم أجهزة المودم موصلات شائعة الاستخدام مثل إيثرنت أو الناقل التسلسلي العالمي (USB). يحتوي البعض أيضًا على جهاز إرسال واستقبال بلوتوث مدمج ومضاعف كهاتف يعمل بالأقمار الصناعية. تميل أجهزة المودم أيضًا إلى امتلاك بطارياتها الخاصة بحيث يمكن توصيلها بجهاز كمبيوتر محمول دون استنزاف بطاريته. النظام الأكثر شيوعًا هو BGAN الخاص بشبكة INMARSAT - هذه المحطات هي بحجم حقيبة أوراق ولها سرعات اتصال شبه متماثلة تتراوح من 350 إلى 500 كيلوبت / ثانية. توجد أجهزة مودم أصغر مثل تلك التي تقدمها الثريا ولكنها تتصل فقط على 444 كيلوبت / ثانية في منطقة تغطية محدودة. تقدم INMARSAT الآن IsatHub، وهو مودم قمر صناعي بحجم كتاب ورقي يعمل جنبًا إلى جنب مع الهاتف المحمول للمستخدمين والأجهزة الأخرى. تم تخفيض التكلفة إلى 3 دولارات لكل ميغابايت والجهاز نفسه معروض للبيع بحوالي 1300 دولار.
يعد استخدام مثل هذا المودم مكلفًا للغاية - حيث تتراوح تكلفة نقل البيانات بين 5 دولارات و 7 دولارات لكل ميغا بايت. أجهزة المودم نفسها باهظة الثمن أيضًا، وعادة ما تتراوح تكلفتها بين 1000 و 5000 دولار.

#### الإنترنت عبر الهاتف الفضائي
لعدة سنوات تمكنت هواتف الأقمار الصناعية من الاتصال بالإنترنت. عرض النطاق الترددي يختلف من حوالي 2400 بت / ثانية للأقمار الصناعية لشبكة إيريديوم والهواتف القائمة على ACeS إلى 15 كيلوبت / ثانية المنبع و 60 كيلوبت / ثانية المصب لهواتف الثريا. توفر جلوبال ستار أيضًا الوصول إلى الإنترنت بسرعة 9600 بت / ثانية - مثل إيريديوم و ACeS، يلزم اتصال الطلب الهاتفي ويتم محاسبته في الدقيقة، ومع ذلك يخطط كل من جلوبال ستار وإيريديوم لإطلاق أقمار صناعية جديدة تقدم خدمات البيانات دائمًا بمعدلات أعلى. مع هواتف الثريا الـ 9600 من الممكن أيضًا توصيل الطلب الهاتفي بت / ثانية، وتكون خدمة 60 كيلوبت / ثانية قيد التشغيل دائمًا ويتم محاسبة المستخدم على البيانات المنقولة (حوالي 5 دولارات لكل ميغا بايت). يمكن توصيل الهواتف بجهاز كمبيوتر محمول أو كمبيوتر آخر باستخدام واجهة يو إس بي أو آر إس 232 . نظرًا لانخفاض عرض النطاق الترددي، يعد تصفح الويب بهذا الاتصال بطيئًا للغاية، ولكنه مفيد لإرسال البريد الإلكتروني وبيانات بروتوكول النقل الآمن واستخدام بروتوكولات النطاق الترددي المنخفض الأخرى. نظرًا لأن هواتف الأقمار الصناعية تميل إلى امتلاك هوائيات متعددة الاتجاهات، فلا داعي للمحاذاة طالما أن هناك خط رؤية بين الهاتف والقمر الصناعي.

## استقبال في اتجاه واحد، مع إرسال أرضي
تُستخدم أنظمة الإنترنت عبر الأقمار الصناعية ذات الاتجاه الواحد مع الوصول التقليدي إلى الإنترنت عبر الطلب الهاتفي، مع انتقال البيانات الصادرة (المنبع) عبر مودم هاتفي، ولكن يتم إرسال البيانات النهائية عبر القمر الصناعي بمعدل أعلى. في الولايات المتحدة، يلزم الحصول على ترخيص FCC لمحطة الإرسال فقط ؛ لا يوجد ترخيص مطلوب للمستخدمين.
نوع آخر من نظام الإنترنت عبر الأقمار الصناعية أحادي الاتجاه يستخدم خدمة حزمة الراديو العامة (GPRS) للقناة الخلفية. باستخدام GPRS القياسي أو معدلات البيانات المحسّنة لتطور GSM (EDGE)، يتم تخفيض التكاليف للحصول على معدلات فعالة أعلى إذا كان حجم التحميل منخفضًا جدًا، وأيضًا لأن هذه الخدمة لا يتم تحصيلها في كل مرة، ولكن يتم احتسابها حسب الحجم الذي تم تحميله. تعمل خدمة GPRS كعودة على تحسين التنقل عندما يتم توفير الخدمة بواسطة قمر صناعي يرسل في مجال 100-200 كيلوواط.  استخدام 33 طبق الأقمار الصناعية بعرض سم، وجهاز كمبيوتر محمول وجهاز جي إس إم عادي مزود بخدمة GPRS، يمكن للمستخدمين الحصول على النطاق العريض للأقمار الصناعية.

### مكونات النظام
تحتوي محطة الإرسال على مكونين، يتكونان من اتصال إنترنت عالي السرعة لخدمة العديد من العملاء في وقت واحد، ووصلة فضائية لبث البيانات المطلوبة للعملاء. تتصل أجهزة توجيه ISP بالخوادم الوكيلة التي يمكنها فرض حدود النطاق الترددي لجودة الخدمة (QoS) والضمانات لحركة مرور كل عميل.
في كثير من الأحيان، تُستخدم مكدسات IP غير القياسية لمعالجة مشاكل الكمون وعدم التماثل لاتصال القمر الصناعي. كما هو الحال مع أنظمة الاستقبال أحادية الاتجاه، يتم أيضًا تشفير البيانات المرسلة عبر ارتباط القمر الصناعي بشكل عام، وإلا فسيكون في متناول أي شخص لديه جهاز استقبال قمر صناعي.
تستخدم العديد من تطبيقات IP عبر الأقمار الصناعية خوادم بروكسي مقترنة في كلا نقطتي النهاية بحيث لا تحتاج بعض الاتصالات بين العملاء والخوادم  إلى قبول زمن الانتقال المتأصل في اتصال القمر الصناعي. لأسباب مماثلة، توجد تطبيقات خاصة للشبكة الافتراضية الخاصة (VPN) مصممة للاستخدام عبر روابط الأقمار الصناعية لأن برنامج VPN القياسي لا يمكنه التعامل مع أوقات سفر الحزمة الطويلة.
يتم تقييد سرعات التحميل بواسطة مودم الطلب الهاتفي الخاص بالمستخدم، بينما يمكن أن تكون سرعات التنزيل سريعة جدًا مقارنةً بالطلب الهاتفي، باستخدام المودم فقط كقناة تحكم لإقرار الحزمة.
لا يزال الكمون مرتفعًا، على الرغم من أنه أقل من الإنترنت الساتلي الثابت بالنسبة للأرض ثنائي الاتجاه، نظرًا لأن نصف مسار البيانات فقط عبر القمر الصناعي، والنصف الآخر عبر القناة الأرضية.

## بث أحادي الاتجاه، استقبل فقط
تُستخدم أنظمة الإنترنت عبر الأقمار الصناعية ذات الاتجاه الواحد في البيانات القائمة على بث بروتوكول الإنترنت (IP) وتوزيع الصوت والفيديو. في الولايات المتحدة، مطلوب ترخيص لجنة الاتصالات الفيدرالية (FCC) فقط لمحطة الإرسال ولا يلزم ترخيص للمستخدمين. لاحظ أن معظم بروتوكولات الإنترنت لن تعمل بشكل صحيح عبر الوصول أحادي الاتجاه، لأنها تتطلب قناة عودة. ومع ذلك، لا يزال من الممكن توزيع محتوى الإنترنت مثل صفحات الويب عبر نظام أحادي الاتجاه عن طريق «دفعها» إلى التخزين المحلي في مواقع المستخدم النهائي، على الرغم من عدم إمكانية التفاعل الكامل. هذا يشبه إلى حد كبير محتوى التلفزيون أو الراديو الذي يقدم واجهة مستخدم قليلة.
قد تتضمن آلية البث الضغط وتصحيح الخطأ للمساعدة في ضمان استقبال البث أحادي الاتجاه بشكل صحيح. قد يتم أيضًا إعادة بث البيانات بشكل دوري، بحيث يكون لدى أجهزة الاستقبال التي لم تنجح سابقًا فرص إضافية لمحاولة التنزيل مرة أخرى.
يمكن أيضًا تشفير البيانات، بحيث يمكن لأي شخص تلقي البيانات، ولكن وجهات معينة فقط هي القادرة على فك تشفير بيانات البث واستخدامها. يحتاج المستخدمون المعتمدون فقط إلى امتلاك إما مفتاح فك تشفير قصير أو جهاز رمز دوار (كود المتداول) تلقائي يستخدم آلية توقيت مستقلة عالية الدقة لفك تشفير البيانات.

### مكونات أجهزة النظام
على غرار العودة الأرضية أحادية الاتجاه، قد يشتمل الوصول إلى الإنترنت عبر الأقمار الصناعية على واجهات لشبكة الهاتف العامة المحولة لتطبيقات صندوق النرد. لا يلزم الاتصال بالإنترنت، ولكن العديد من التطبيقات تتضمن خادم بروتوكول نقل الملفات (FTP) لقائمة انتظار البيانات للبث.

### مكونات برامج النظام
تتطلب معظم تطبيقات البث أحادية الاتجاه برمجة مخصصة في المواقع البعيدة. يجب أن يقوم البرنامج الموجود في الموقع البعيد بترشيح البيانات وتخزينها وتقديم واجهة اختيار لها وعرضها. يجب أن يوفر البرنامج في محطة الإرسال التحكم في الوصول، وترتيب الأولوية في قائمة الانتظار، وإرسال البيانات وتغليفها.

### خدمات
- تشمل الخدمات التجارية الناشئة في هذا المجال ما يلي:
- Outernet - تكنولوجيا كوكبة الأقمار الصناعية.

## زيادة الكفاءة

### تقرير لجنة الاتصالات الفيدرالية لعام 2013 يشير إلى قفزة كبيرة في أداء الأقمار الصناعية
في تقريرها الصادر في فبراير 2013، لاحظت لجنة الاتصالات الفيدرالية حدوث تقدم كبير في أداء الإنترنت عبر الأقمار الصناعية. صنف تقرير قياس النطاق العريض في أمريكا الصادر عن لجنة الاتصالات الفيدرالية (FCC) أيضًا مقدمي خدمات الإنترنت الرئيسيين من خلال مدى اقترابهم من تقديم السرعات المعلن عنها. في هذه الفئة، تصدرت خدمة الإنترنت عبر الأقمار الصناعية القائمة، حيث رأى 90٪ من المشتركين سرعات تصل إلى 140٪ أو أفضل مما تم الإعلان عنه.

### تقليل زمن انتقال القمر الصناعي
يرجع جزء كبير من التباطؤ المرتبط بالإنترنت عبر الأقمار الصناعية إلى أنه بالنسبة لكل طلب، يجب إكمال العديد من الرحلات ذهابًا وإيابًا قبل أن يتمكن مقدم الطلب من تلقي أي بيانات مفيدة. يمكن أن تؤدي حزم IP الخاصة والوكلاء أيضًا إلى تقليل زمن الانتقال من خلال تقليل عدد الرحلات ذهابًا وإيابًا أو تبسيط وتقليل طول رؤوس البروتوكول. تشتمل تقنيات التحسين على تسريع بروتوكول TCP، والجلب المسبق لـ HTTP والتخزين المؤقت لنظام أسماء النطاقات من بين أشياء أخرى كثيرة. راجع معيار مواصفات بروتوكول الاتصالات الفضائية (SCPS)، الذي طورته وكالة ناسا واعتمده على نطاق واسع موفرو البرامج والمعدات التجارية والعسكرية في السوق.

## إطلاق الأقمار الصناعية
تم إطلاق القمر الصناعي كيزونا في 23 فبراير 2008. يستخدم القمر الصناعي كيزونا لتوفير خدمات الإنترنت ذات النطاق العريض لليابان والمواقع عبر منطقة آسيا والمحيط الهادئ. يوفر القمر الصناعي سرعة قصوى تبلغ 155 ميجابت / ثانية و 6 ميجابت / ثانية تصل إلى مساكن مع 45 هوائي بفتحة سم واتصال 1.2 جيجابت / ثانية للأعمال بهوائي 5 أمتار. لقد وصل إلى نهاية العمر المتوقع لتصميمه.
SkyTerra-1 أطلق في منتصف نوفمبر تشرين الثاني عام 2010، وتوفير أمريكا الشمالية، في حين Hylas-1 أطلق في نوفمبر 2010، وتستهدف أوروبا.
في 26 ديسمبر 2010، تم إطلاق KA-SAT لشركة يوتلسات. وهي تغطي القارة الأوروبية بـ 80 حزمة ضوئية موضعية - إشارات مركزة تغطي منطقة على بعد مئات الكيلومترات عبر أوروبا والبحر الأبيض المتوسط. تسمح الحزم الموضعية بإعادة استخدام الترددات بشكل فعال في مناطق متعددة دون تداخل. والنتيجة هي زيادة القدرة. تبلغ السعة الإجمالية لكل حزمة من الحزم النقطية 900 ميجابت / ثانية وسيكون للقمر الصناعي بأكمله سعة 70 جيجابت / ثانية.
تم إطلاق فياسات-1، وهو أعلى قمر صناعي للاتصالات في العالم،  في 19 أكتوبر 2011 من بايكونور، كازاخستان، ويقدم 140 جيجابت / ثانية من إجمالي سعة الإنتاجية، من خلال خدمة الإنترنت اكسدي. يمكن للمسافرين على متن خطوط جيت بلو الجوية استخدام هذه الخدمة منذ عام 2015. كما تم توسيع الخدمة لتشمل يونايتد إيرلاينز وأمريكان إيرلاينز والخطوط الجوية الاسكندنافية وفيرجن أمريكا وكانتاس.
تم إطلاق القمر الصناعي إيكوستار XVII في 5 يوليو 2012 بواسطة أريان سبيس وتم وضعه في الفتحة المدارية المتزامنة مع الأرض على خط طول 107.1 درجة غربًا، لخدمة هيوز نت. يتمتع هذا القمر الصناعي K a -band بسعة إنتاجية تزيد عن 100 جيجابت / ثانية.
منذ عام 2013، تدعي كوكبة الأقمار الصناعية O3b زمن انتقال ذهابًا وإيابًا من طرف إلى طرف قدره 238 مللي ثانية لخدمات البيانات.
في عامي 2015 و 2016، أطلقت الحكومة الأسترالية قمرين صناعيين لتوفير الإنترنت للأستراليين الإقليميين والمقيمين في الأقاليم الخارجية، مثل جزيرة نورفولك وجزيرة الكريسماس.

### المدار الأرضي المنخفض
اعتبارًا من سبتمبر 2020، تم إطلاق حوالي 700 قمرا صناعيا لـ ستارلينك و 74 قمرا صناعيا لكوكبة وان ويب. بدأت ستارلينك مرحلتها التجريبية الخاصة.

## المبدأ
تستخدم منظومة الإنترنت الفضائي اتصالاً رقمياً عالي السرعة عبر الساتل (القمر الصناعي) إلى العصب الرئيسي لشبكة الانترنت، تنتقل البيانات من المنظومة الخاصة بالزبون إلى الساتل وبعدها إلى التليبورت ليعاد توجيهها إلى الإنترنت. يتصل الزبائن الذين يستخدمون خدمة الإنترنت الثنائي عبر الساتل بالشابكة عبر منظومة تتألف من ـ طبق إرسال واستقبال ـ ووحدة إرسال (BUC)، ووحدة استقبال (LNB) بالإضافة إلى مودم (جهاز تضمين الإشارة) خاص يتراوح قطر الطبق بين 60 سم إلى 3.7 مستخدم التيليبورت عدة دشوش بأقطار كبيرة ومختلفة في مركز عمليات الشبكة (NOC). يتصل المسير بالشابكة باستخدام الألياف الضوئية. وتستخدم تقنية التسريع والمحاكاة لزيادة المردود والسرعة.
ترسل المنظومة وتستقبل الإشارات من قمر صناعي ـ ساتلايت ـ يتوضع في مدار ثابت حول الأرض، في حين يتصل الساتلايت بمحطة أرضية مشبوكة إلى الإنترنت.
يقصد بالاتصال الثنائي عبر الساتلايت أن المستخدم ليس بحاجة إلى خط هاتف أو أية وصلات أرضية أخرى كما هو الحال في: الطلب الهاتفي، خط المشترك الرقمي غير المتناظر، الاتصال الكابلي مودم.
تم تصميم هذا الموقع لتقديم فكرة شاملة عن خدمات الإنترنت الفضائي للمهتمين في كل مكان والذين هم غير قادرين للوصول إلى خدمات طلب هاتفي، خط المشترك الرقمي غير المتناظر، ويرغبون بإيجاد البديل المناسب وهو الإنترنت الفضائي. منظومات الإنترنت الفضائي هي بدائل مستقلة تزود إنترنت سريع عريض النطاق (المجال) ثنائي الاتجاه عبر دش صغير من أي مكان ما عدا المناطق القصوى من القطبين الشمالي والجنوبي. يوجد أكثر من 302 قمر صناعي للاتصالات تتوضع في مدار ثابت حول الأرض وبالتحديد مباشرةً فوق خط الاستواء، متباعدة فيما بينها نموذجياً درجتين أو 3 درجات، تدور هذه الأقمار الصناعية حول الأرض بنفس سرعة واتجاه دوران الأرض لذلك فهي تبدو ثابتة في السماء بالنسبة لأي نقطة على الأرض، لذلك يمكن استخدام فتحة ـ ثغرة ـ صغيرة جداً ثابتة وموجهة للاتصال بالقمر الصناعي وهذا ما يسمى (VSAT) أعظم منطقة تغطية ممكنة من موقع أي مدار هي تقريباً ثلث مساحة الأرض، حيث أن ذلك كل ما هو مرئي من أي موقع على مدار بارتفاع 35726 كم. مثلاً قمر صناعي متوضع فوق خط الاستواء يمكنه أن يغطي من جنوب أفريقيا إلى أوروربا ومن الشرق الأوسط حتى المغرب العربي.
يقوم الساتلايت ـ القمر الصناعي ـ بتشغيل حزمة مركزة من الأشعة تكون موجهة باتجاه مناطق معينة، مناطق التغطية للعديد من الأقمار في القسم المخصص لذلك من موقعنا.
بشكل عام يمكن استقبال حزم التغطية المركزة الصغيرة باستخدام دشات صغيرة أي كلما كانت التغطية قوية في منطقة ما كلما صغر حجم الدش المستخدم والعكس صحيح..
تقاس السعة لإنترنت الساتل بالكيلوبايت في الثانية والطاقة المؤثرة الهابطة بواحدة ديسيبل وات والطاقة المؤثرة الصاعدة uplink G/T بواحدة dbk تباع السعة إلى مزودي خدمة الإنترنت عبر الساتل وكل منهم يمتلك تيليبورت أو أكثر مع مجموعة متكاملة من دشات محطات أرضية كبيرة.
إن تحويل النطاق إلى إنترنت عريض النطاق ذو نسبة ترميز معينة هي عملية معقدة وتعتمد على:
- أسلوب النمذجة BPSK, QPSK, 8-QAM ,16-QAM.
- «نسبة ترميز» تصحيح الخطأ الموجه: 1/2، 3/4، 7/8.
- نوع تصحيح الخطأ الموجه: FEC.

يؤثر حجم الدش المستخدم في السعة المحققة، فاستخدام دش كبير يمكن أن يخفّض وبشكل كبير الكلفة لكل ميغا بت في الثانية.
يقوم المودم باستلام إشارات الساتلايت عريضة المجال وتحويلها إلى بيانات تستخدم في كمبيوتر الزبون أو شبكته المحلية. تكون الأجرة الشهرية محددة ومرتبطة بالباندويدث وبالتحديد بسرعة الوصلة الهابطة دونلينك والوصلة الصاعدة أبلينك بالإضافة إلى عنصر ثالث مهم وهو نسبة المشاركة:
على سبيل المثال: 512 ك.بت/ث تنزيل / 128 ك.بت/ث رفع المشترك 1:20 بسعر 150 دولار شهرياً، وهذا اشتراك لمنظومة واحدة فقط، حيث تكون الخدمة المقدمة مناسبة لعدد محدد من المستخدمين ـ أي عدد محدد من أجهزة الكمبيوتر ـ وهكذا. فعندما تقوم بتحميل ملف من الإنترنت فقد تصل السرعة إلى 512 كيلو بت في الثانية ـ لهذه الحزمة ـ ووفق نسبة مشاركة: 1:20 فإنك ستجد أن السرعة معظم الوقت ستكون أقل من ذلك بسبب استخدام المشتركين الآخرين معك في نفس الحزمة لسعاتهم في نفس الوقت.
يكون في عرض النطاق المشترك عادةً حصص شهرية لكل من الوصلة الصاعدة والهابطة تتعلق بالحزمة ونسبة المشاركة وتقاس بالغيغا بايت لكل شهر ولكل زبون، هذا ما يسمى بسياسة الاستخدام العادل أو: Fair Use Policy أو تسمى أحيانا Fair Access Policy وهي عملية معقدة للغاية، فمثلاً قد يتم تحميل 250 ميغا بايت وتطبق بعد ذلك قيود على المنظومة لمدة معينة قد تكون 24 ساعة بحيث تنخفض السرعة إلى 32 كيلو بت في الثانية، مثل هذ القوانين تختلف بشكل كبير من مزود خدمة إلى آخر.
عندما يكون المطلوب الحصول على سرعة للوصلة الهابطة داونلينك على الأقل 20 كيلو بت في الثانية لكل حاسوب في الشبكة المحلية، على اعتبار أن الشبكة المحلية تتألف من 50 جهازا، عند ذلك يتوجب الحصول على نسبة سرعة مخصصة بمقدار 1 ميغا بت في الثانية، أما سرعة الوصلة الصاعدة أبلينك فهي تعادل ثلث سرعة الوصلة الهابطة.
إذا كان الهدف من الحصول على الإنترنت الفضائي استخدامه بشكل خاص في خدمات الصوت عبر الإنترنت الصوت عبر الإنترنت والتي تتطلب سرعة على الأقل بمقدار 16 كيلو بت في الثانية للاتجاهين طالما المكالمة الصوتية عبر الإنترنت قائمة، عندها فالحل الأمثل هو الاشتراك بالخدمة المخصصة، ثمن الخدمة المخصصة أعلى بكثير من ثمن الخدمة المشتركة ولكنها مناسبة لكل من مقاهي الإنترنت والشركات الكبيرة ومراكز الاتصالات بالإضافة إلى مزودي خدمة الإنترنت.
الترددات العاملة لخدمة الإنترنت الفضائي تقع في مجال (C band (4/6 GHz والمجال (Ku band (11/14 GHz.
C band مناسب للعمل في المناطق التي تكثر فيها الأمطار الغزيرة كالمناطق الاستوائية حيث أنها تستخدم الاستقطاب الدائري الذي يقاوم التداخل على خلاف الاستقطاب الخطي ـ أفقي أو عمودي ـ المستخدم في Ku band الدشات المستخدمة عادة معها ذات أقطار 1.2م و 2.4م و 3.8م.
Ku band شائعة الاستخدام مع دشات تتراوح أقطارها بين 60 سم و 1.8 م.